# Honda Passport
Honda Passport (укр. Хонда Паспорт) — середньорозмірний SUV, що випускається компанією Honda. Автомобіль введений в 1993 році, коли Honda вперше вийшла на ринок позашляховиків США. Перші два покоління Passport виготовлялися на заводі Subaru Isuzu Automotive в місті Лафаєтт, штат Індіана.
Passport був частиною партнерства між компаніями Isuzu та Honda у 1990-х роках, коли відбувалося виробництва легкових автомобілів Honda для Isuzu, таких як Isuzu Oasis, та позашляховиків Isuzu для Honda, таких як Passport та Acura SLX. Ця угода була зручною для обох компаній, оскільки Isuzu припинив виробництво легкових автомобілів у 1993 році після корпоративної реструктуризації, а Honda відчувала потребу в сегменті позашляховиків, який протягом 1990-х років був популярним у Північній Америці та Японії. Партнерство завершилося в 2002 році з припиненням виробництва Passport і початком виробництва власного позашляховика Honda Pilot.
В 2019 році назву Passport відновили для позначення кросоверів, що займають місця між Honda CR-V і Honda Pilot.

## Перше покоління (C58; 1993—1997)

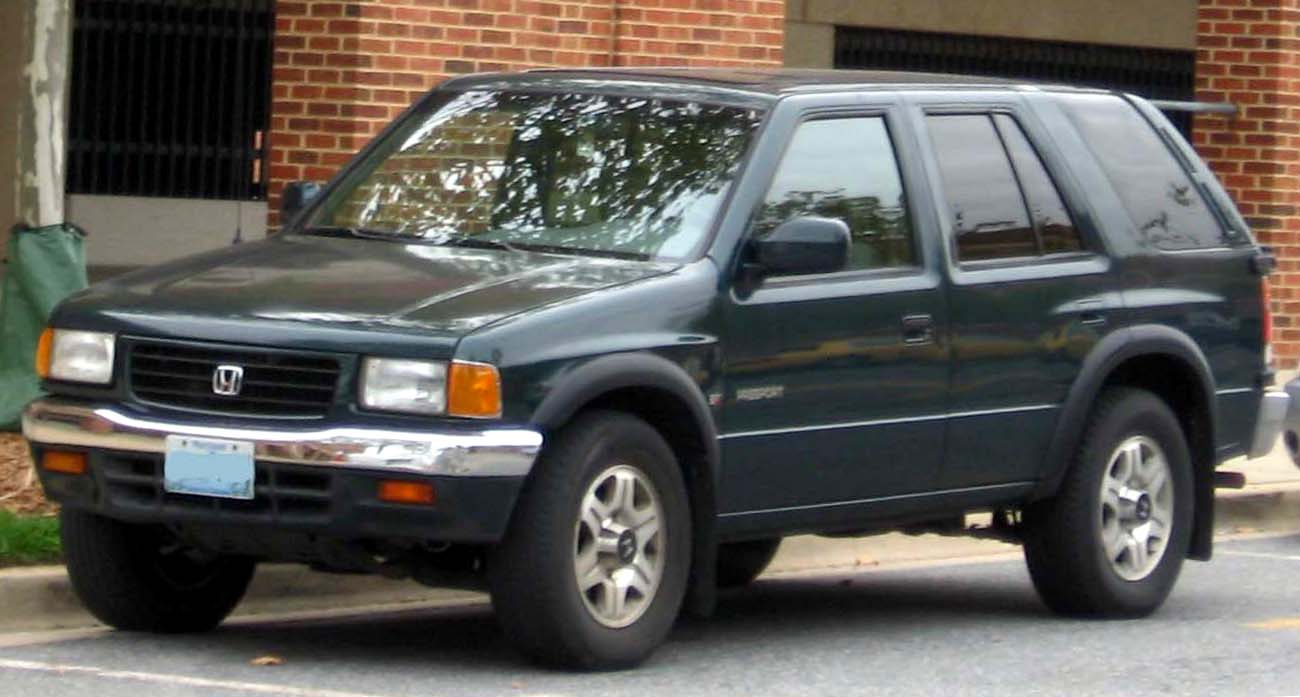
Honda Passport І (1993—1997)

У 1990-х роках марка Honda тісно співпрацювала з Isuzu, тому перші, коли вирішили вперше вийти на ринок США, вдалися до бедж-інжинірингу. Перше покоління моделі Passport (1993—1997) було перелицьованим рамним позашляховиком Isuzu Rodeo, оснащувалося заднім і повним приводом (4WD Part Time), заднім мостом виробництва General Motors, бензиновими 2.6 л 4ZE1 I4 (122 к.с.) і 3.2 л 6VD1 V6 (177 к.с.), п'ятиступневою МКПП і чотирьохдіапазонною АКПП. Машини виготовлялися на підприємстві Subaru Isuzu Automotive в штаті Індіана. Паралельним життям жив європейський клон Rodeo — Opel Frontera.

### Двигуни
- 2.6 л 4ZE1 I4 120 к.с.
- 3.2 л 6VD1 V6 177 к.с.

## Друге покоління (CK58/CM58/DM58; 1998—2002)

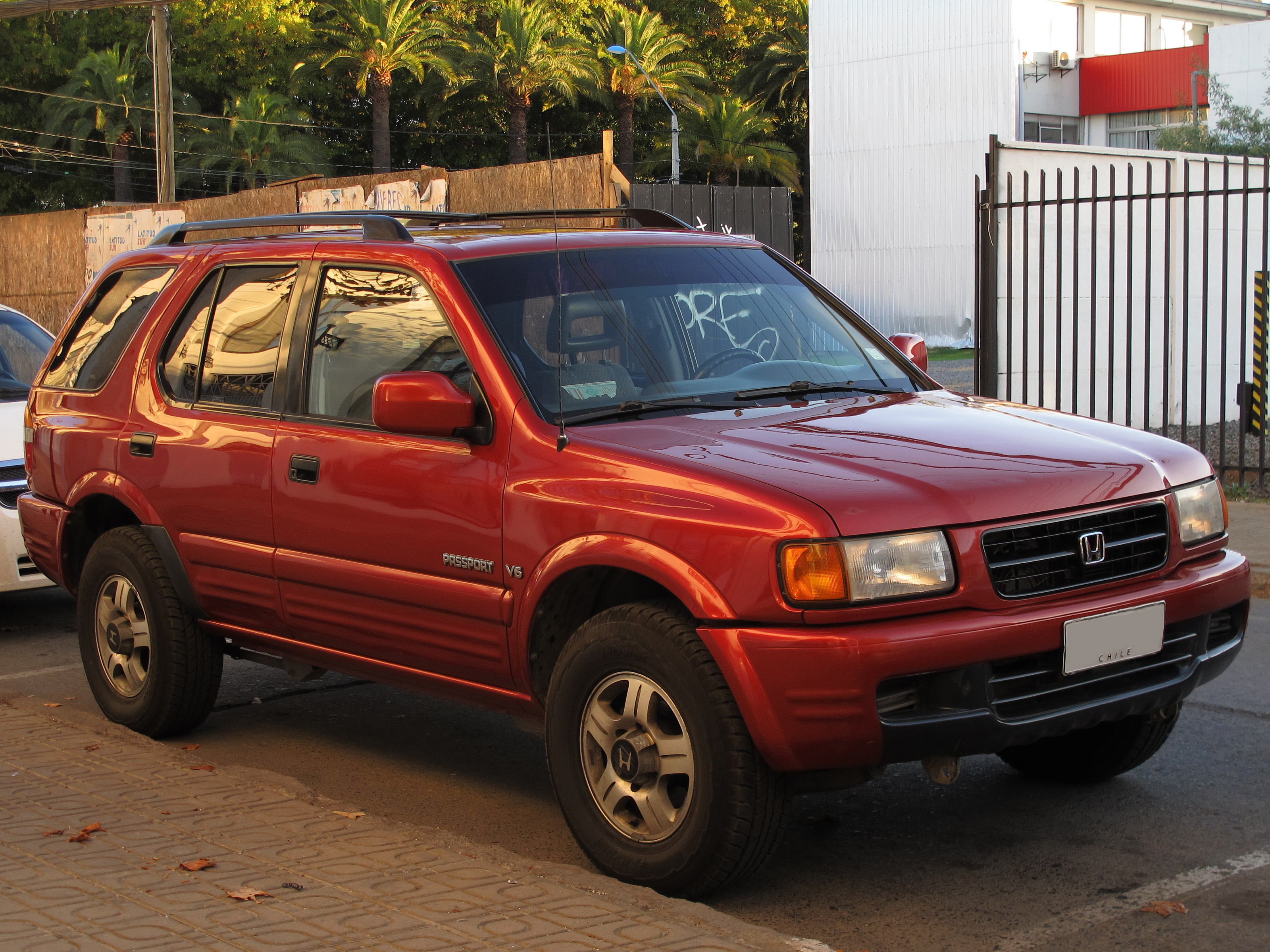
Honda Passport ІІ (1998—1999)

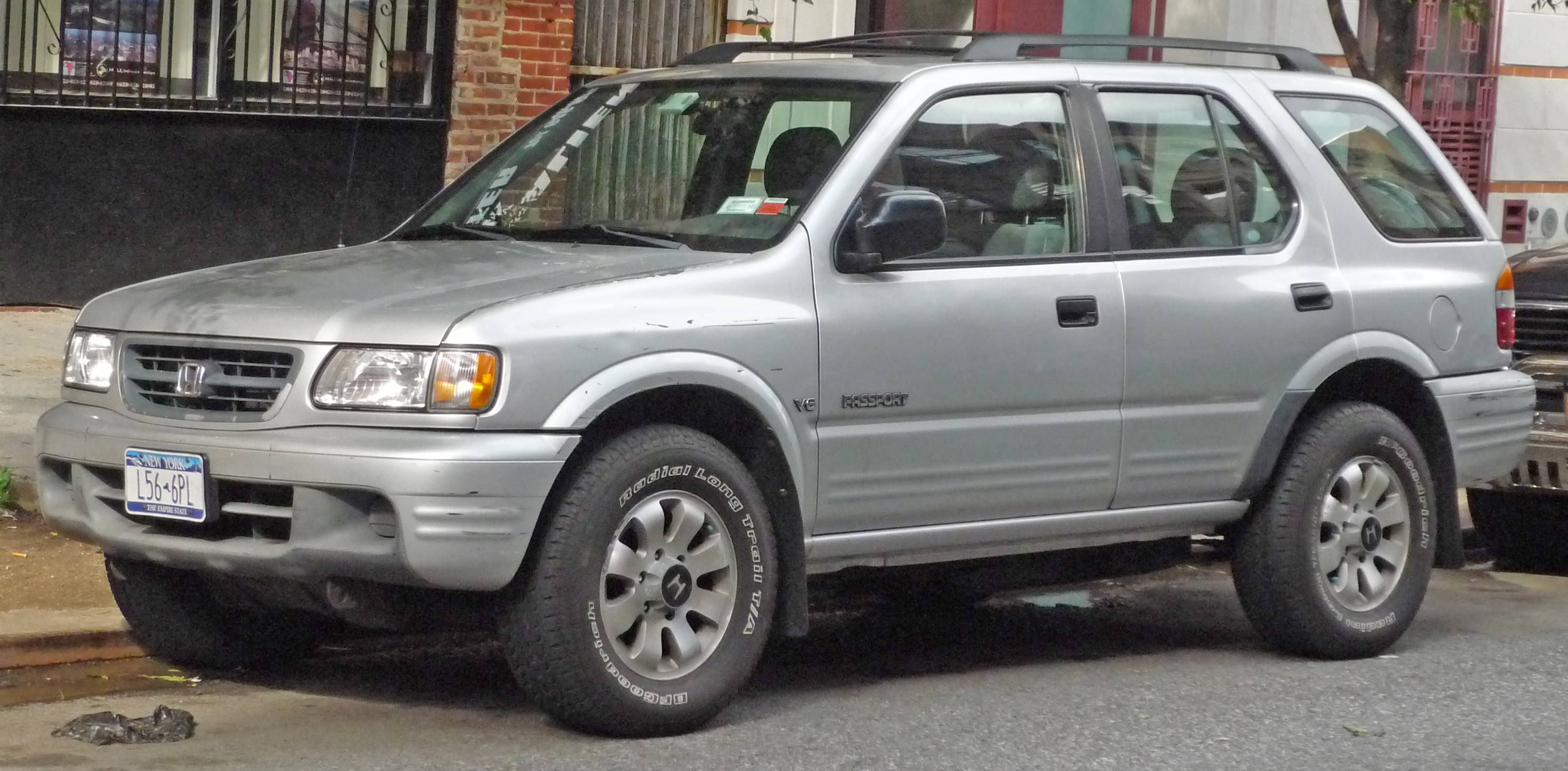
Honda Passport ІІ (2000—2002)

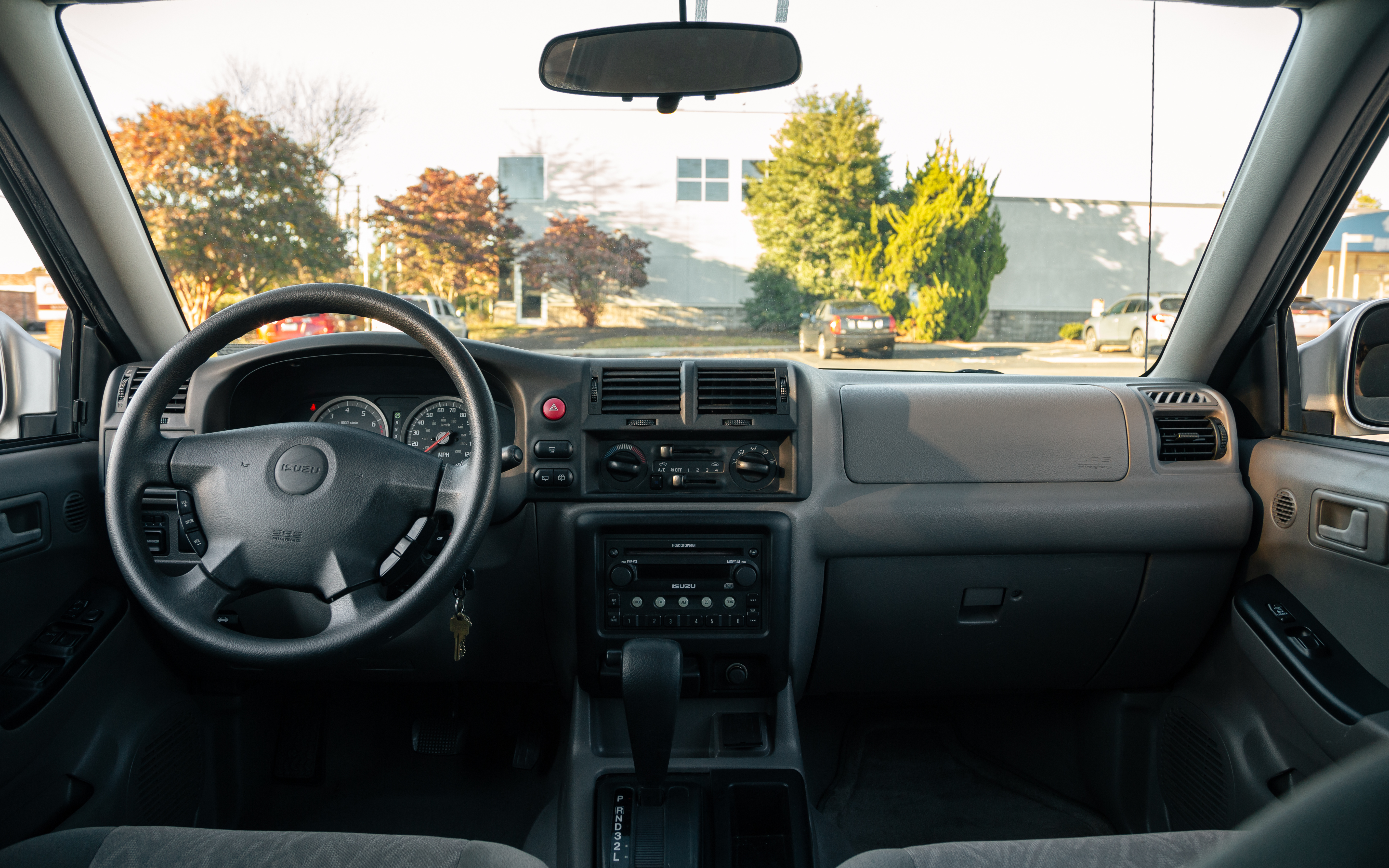

У 1998 році представили Honda Passport другого покоління, одночасно з новим Isuzu Rodeo, адже спорідненість збереглася. Двигун 3.2 л V6 залишився. Потужність зросла до 205 к.с. Коробки передач залишилися колишніми. Задній або повний привід (4WD Part Time), задній міст «Spicer 44» виробництва Dana. Для автомобіля пропонувалися два рівні виконання, базовий [LX] і висококласний [EX].
У 2000-му був невеликий рестайлінг в ході якого автомобіль отримав двоколірний кузов, а у 2002-му виробництво завершилося, оскільки на арену вийшов Pilot. У 2010 році почалася низка відкличних кампаній в США через кричущу корозію в задній підвісці. Хонді навіть довелося викуповувати автомобілі у власників. Бестселером Passport так і не став. За часів першої генерації щорічно продавалося 26-28 тисяч штук. Рекорд другої — 22 974 одиниці (1999 р.).

### Двигун
- 3.2 л 6VD1 V6 205 к.с.

## Третє покоління (YF7/8; 2018-2025)

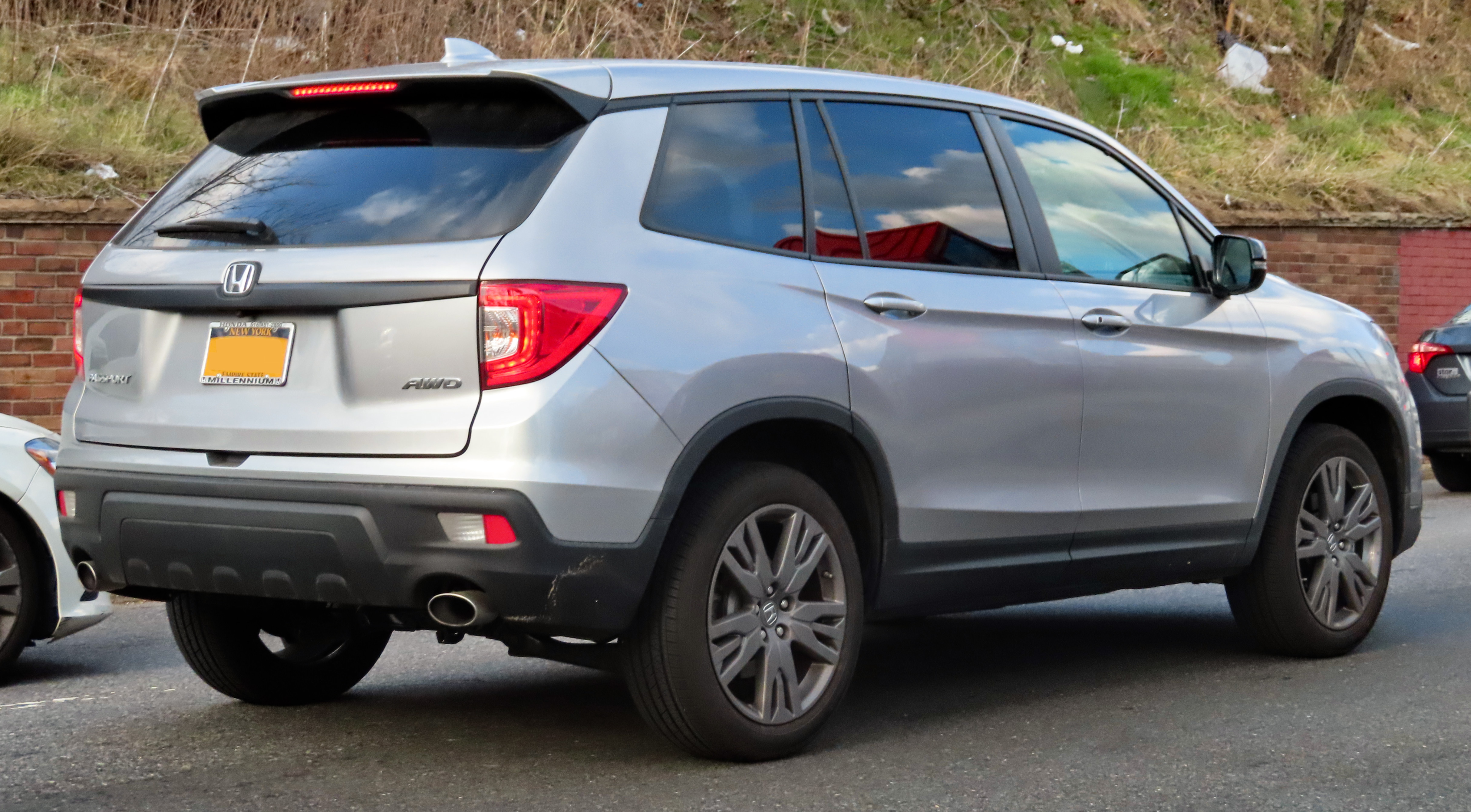
Honda Passport ІІІ (2019—2022)

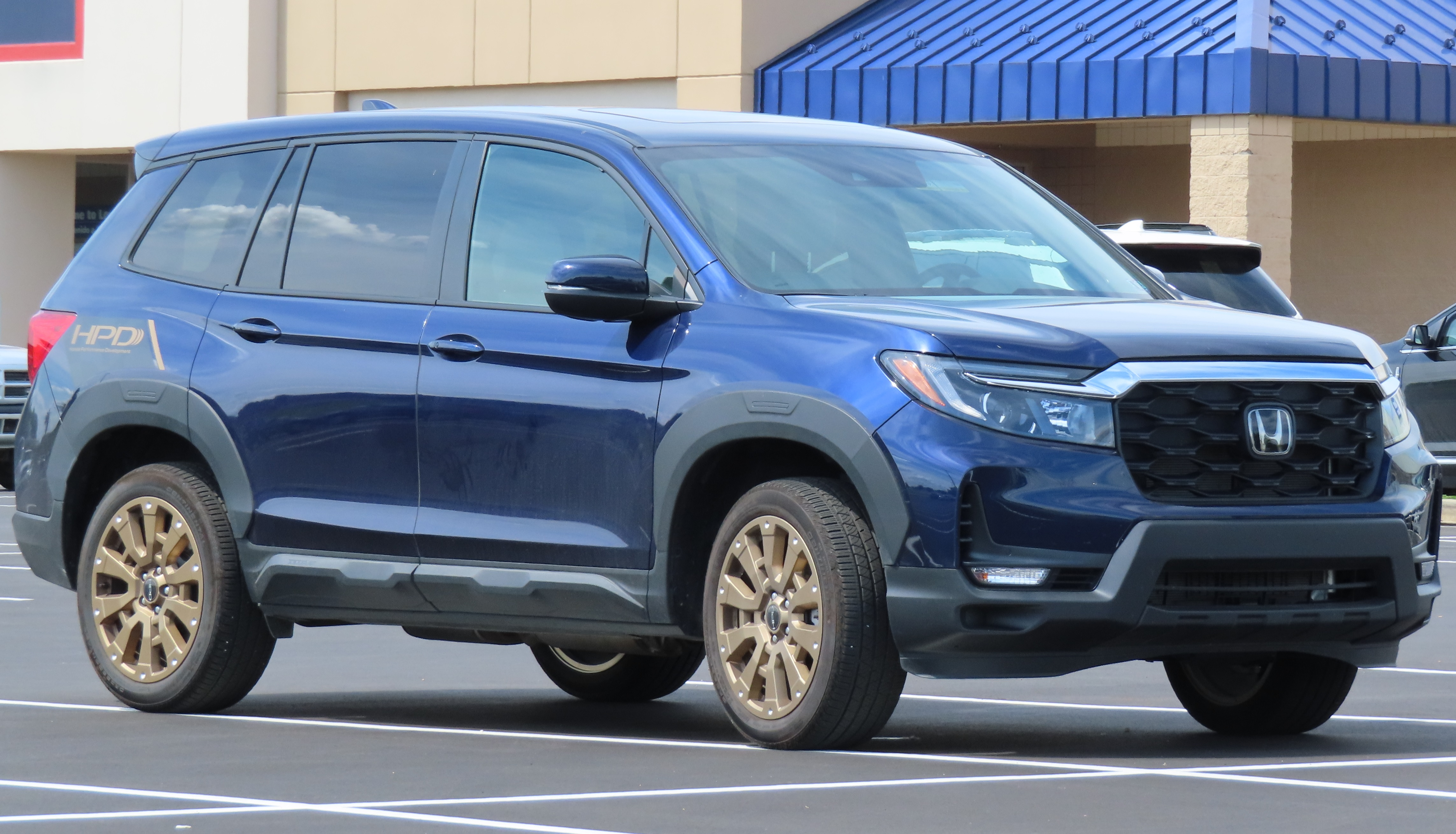
Honda Passport ІІІ (з 2022)

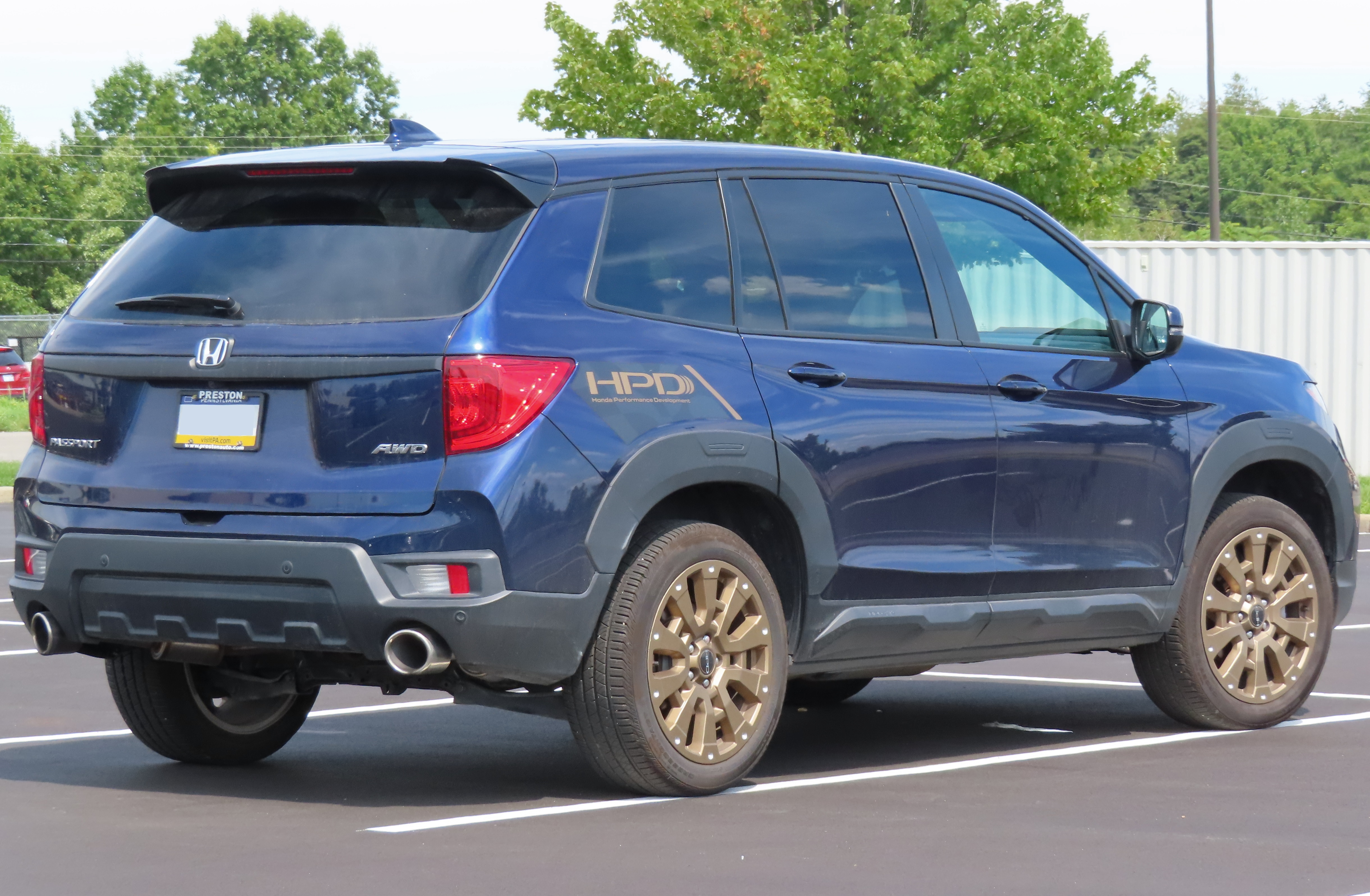
Honda Passport ІІІ (з 2022)

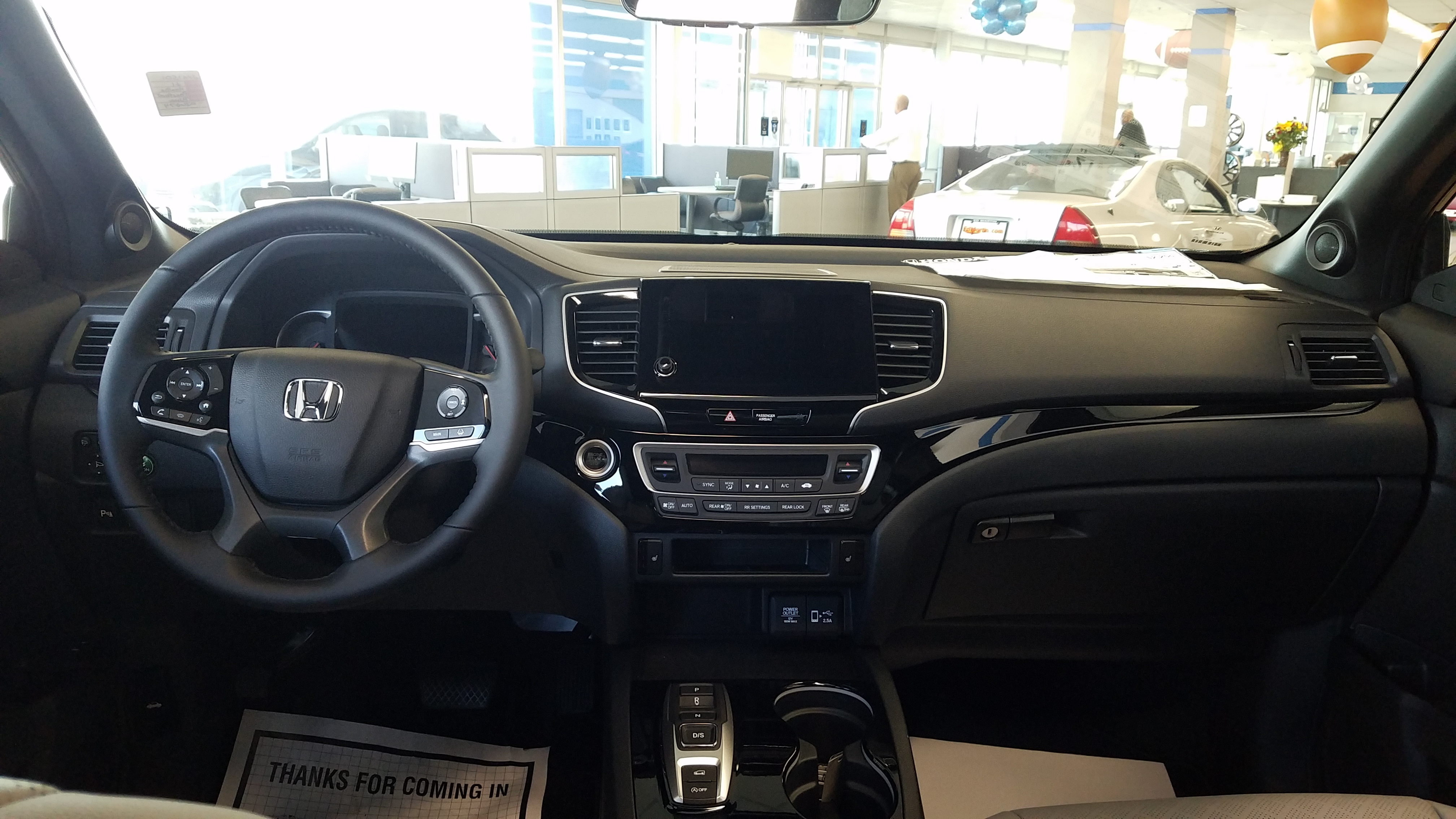

У листопаді 2018 року дебютував кросовер Honda Passport третього покоління завдовжки 4,839 м. Колісна база досягла 2,82 м. Автомобіль, розроблено на платформі Honda Global Light Truck, що й Honda Pilot та Acura RDX, отримав стійки McPherson спереду і багаторичажну підвіску ззаду, амплітудозалежні амортизатори, кузов з високоміцної сталі. Двигун 3.5 л V6 i-VTEC Earth Dreams 284 к.с. 355 Нм, що працює з 9-ст. АКПП. Дорогі версії доступні з повним приводом i-VTM4 (динамічно розподіляє момент між осями й кожним із задніх коліс для зниження недостатньої обертованості й поліпшення керованості), дешеві будуть передньоприводні. Дорожній просвіт варіюється залежно від приводу — 198 (передній) або 213 мм (4WD).
У стандартне оснащення увійде комплекс безпеки Honda Sensing з адаптивним круїз-контролем й автоматичним гальмуванням. Серед інших функцій Apple CarPlay та Android Auto, підігрів задніх сидінь, тризонний автоматичний клімат-контроль, задні протисонцеві козирки та можливість підключення USB для заднього сидіння.
П'ятимісний Passport роблять на заводі Хонди в Лінкольні (штат Алабама) разом з моделями Pilot, Ridgeline та Odyssey. Продажі стартували на початку 2019 року. За базовий Passport просили від $ 24 350.
У 2021 році автомобіль заслужив найвищу оцінку 5 зірок від NHTSA (Національної адміністрації безпеки дорожнього руху США).

### Технічні характеристики
Honda Passport 2020 року приводиться в рух 3,5-літровим мотором V6 потужністю 280 к.с.
Стандартна АКПП з дев'ятьма швидкостями забезпечує плавні перемикання й гарне прискорення. Розгін до перших 100 км/год займає 5.8 секунд.
Honda Passport з переднім приводом витрачає 11,7 л на 100 км шляху по місту й 9,4 л на 100 км руху по трасі. Моделі з повним приводом мають трохи більші витрати: 12,4 л і 9,8 л на 100 км відповідно.
Дорожній просвіт цього авто складає 20 см, а повний привід та інтелектуальна система допомоги при русі по снігу, бруду й піску дбає про безпечне водіння. 
З 2024 року комплектація Passport TrailSport оснащується всюдихідними шинами та спеціально налаштованою для бездоріжжя підвіскою.
Honda Passport може буксирувати до 2 300 кг.

### Двигун
- 3.5 л J35Y6 V6 i-VTEC Earth Dreams 284 к.с. 355 Нм

## Четверте покоління (YF9; з 2025)

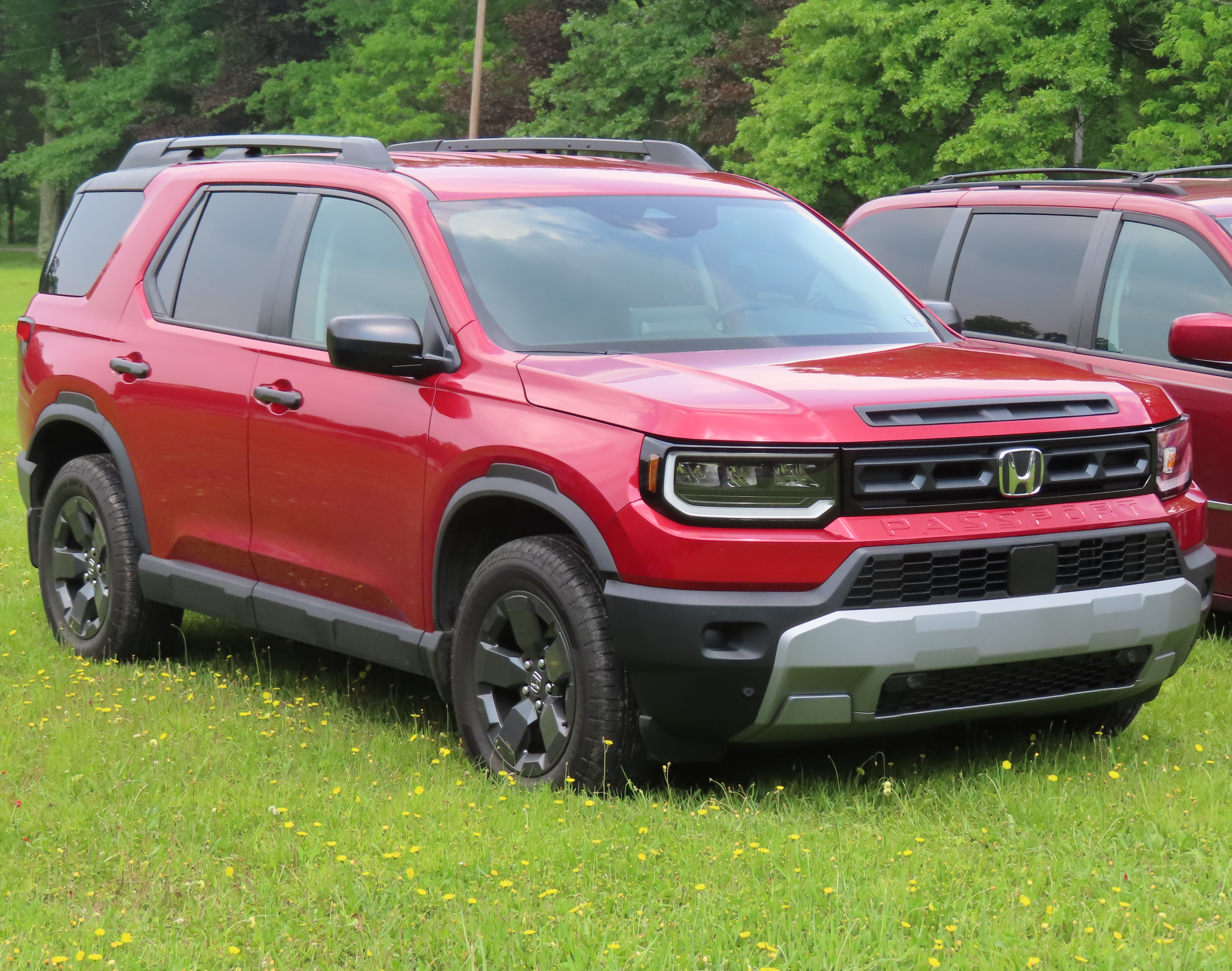
Honda Passport RTL (з 2025)

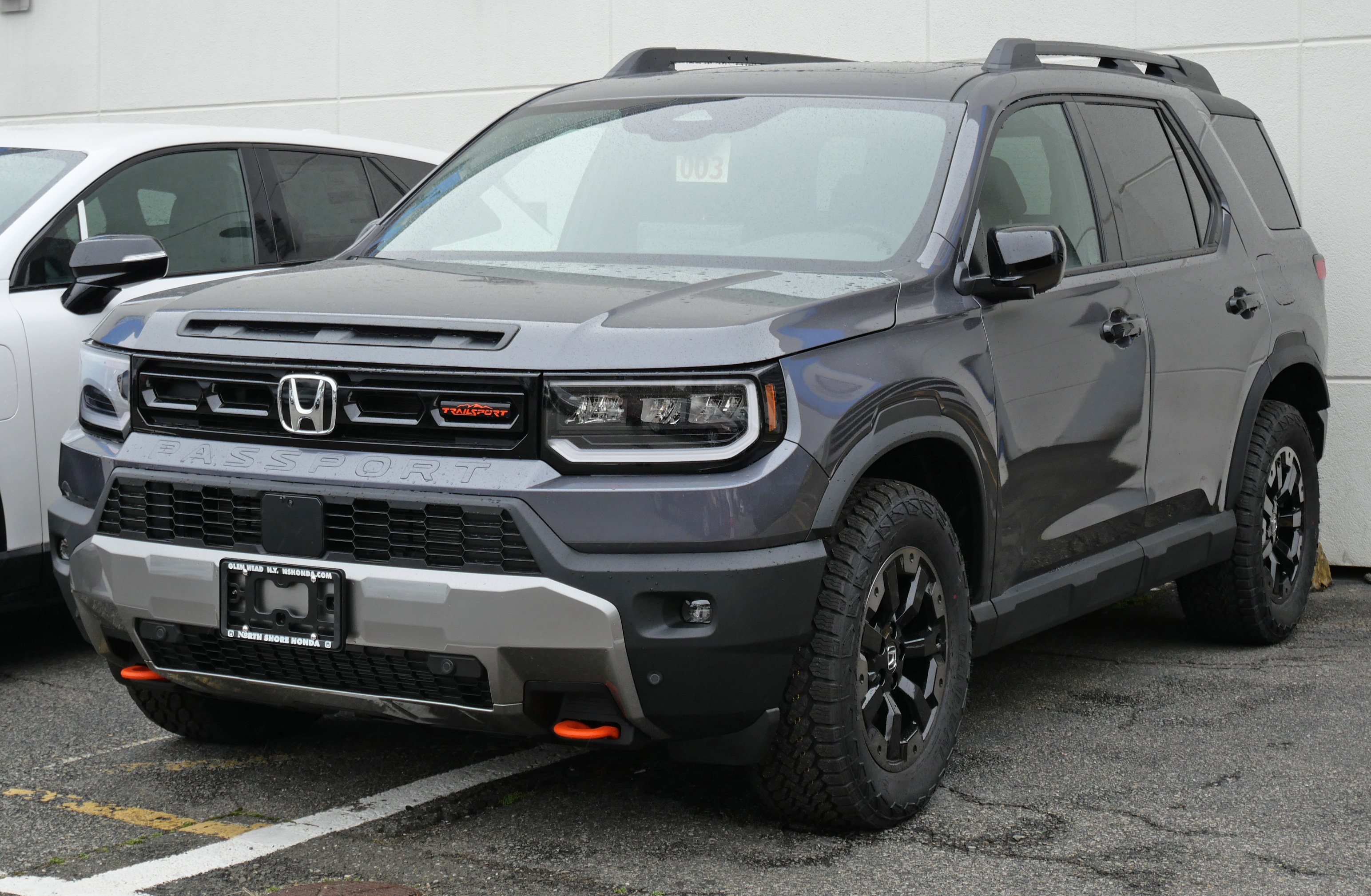
Honda Passport TrailSport (з 2025)

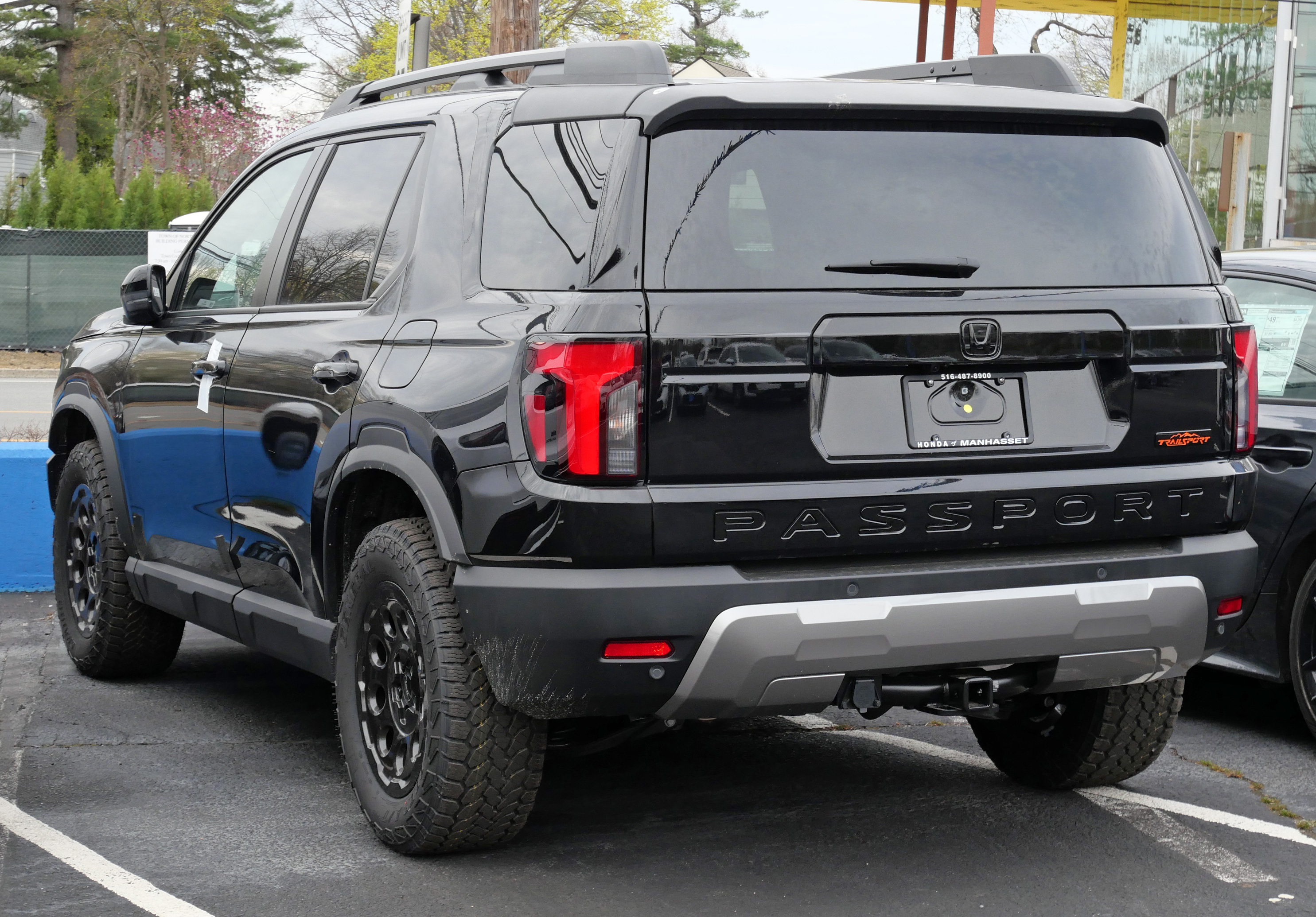

16 липня 2024 року Honda опублікувала тизерні зображення Honda Passport TrailSport 2026 року та повідомила, що він буде випущений на початку 2025 року. Незважаючи на те, що модель все ще базувалася на платформі PF7 від Pilot, модель виглядала більш орієнтованою на бездоріжжя.  У жовтні 2024 року була представлена версія прототипу.  Офіційна модель була представлена 13 листопада 2024 року.
Усі моделі оснащені 3,5-літровим бензиновим двигуном V6 у поєднанні з 10-ступінчастою автоматичною коробкою передач і стандартно оснащені системою повного приводу Honda torque vectoring i-VTM4 із потужнішим заднім приводом. Інші функції включають вибір режиму водіння з семи доступними режимами, включаючи нові режими буксирування та слід.

### Двигун
- 3.5 л J35Y8 V6 290 к.с. 355 Нм

## Продажі
| рік  | США    | Канада |
| ---- | ------ | ------ |
| 1993 | 106    |        |
| 1994 | 25,758 |        |
| 1995 | 27,981 |        |
| 1996 | 28,184 |        |
| 1997 | 22,622 |        |
| 1998 | 26,094 |        |
| 1999 | 22,974 |        |
| 2000 | 21,892 |        |
| 2001 | 17,448 |        |
| 2002 | 3,525  |        |
| 2003 | 70     |        |
| 2019 | 36,085 | 2,678  |
| 2020 | 39,567 | 2,734  |
| 2021 | 53,133 | 2,869  |
| 2022 | 41,306 | 2,923  |
| 2023 | 40,789 | 2,783  |
| 2024 | 32,527 |        |